# Пальміра Тауншип (округ Вейн, Пенсільванія)
Пальміра Тауншип (англ. Palmyra Township) — селище (англ. township) в США, в окрузі Вейн штату Пенсільванія. Населення — 1251 особа (2020).

## Демографія
Згідно з переписом 2010 року, у селищі мешкало 1339 осіб у 551 домогосподарстві у складі 381 родини. Було 689 помешкань
Расовий склад населення:
| - 96,5 % — білих - 1,6 % — чорних або афроамериканців - 0,4 % — азіатів - 0,1 % — корінних американців |

До двох чи більше рас належало 0,7 %. Частка іспаномовних становила 2,8 % від усіх жителів.
За віковим діапазоном населення розподілялося таким чином: 20,1 % — особи молодші 18 років, 58,3 % — особи у віці 18—64 років, 21,6 % — особи у віці 65 років та старші. Медіана віку мешканця становила 47,5 року. На 100 осіб жіночої статі у селищі припадало 94,1 чоловіків;  на 100 жінок у віці від 18 років та старших — 91,8 чоловіків також старших 18 років.
Середній дохід на одне домашнє господарство  становив 73 627 доларів США (медіана — 55 441), а середній дохід на одну сім'ю — 88 831 долар (медіана — 64 167). Медіана доходів становила 45 714 долари для чоловіків та 30 625 доларів для жінок. За межею бідності перебувало 5,7 % осіб, у тому числі 4,8 % дітей у віці до 18 років та 9,0 % осіб у віці 65 років та старших.
Цивільне працевлаштоване населення становило 612 осіб. Основні галузі зайнятості: освіта, охорона здоров'я та соціальна допомога — 23,4 %, роздрібна торгівля — 12,7 %, мистецтво, розваги та відпочинок — 12,6 %.